# Taketina
TaKeTiNa ist ein musikalischer Gruppenprozess, mit dem die Teilnehmer Rhythmusgefühl entwickeln können. Dieses Konzept wurde von dem österreichischen Musiker und Autor Reinhard Flatischler seit den 1970er Jahren entwickelt. Flatischler geht davon aus, dass jeder Mensch eine rhythmische Begabung besitzt, zu der ihm mittels der TaKeTiNa-Rhythmuspädagogik Zugang vermittelt werden kann. Er versteht rhythmisches Lernen als menschliches Lernen. Sein TaKeTiNa-Rhythmus-Lehrbuch Rhythm for Evolution wurde mit dem Comenius EduMedia Award ausgezeichnet.

## Wirkungsweise
Flatischler stellt die wesentlichen Elemente des TaKeTiNa-Prozesses so dar:

### Stimme
Jede Übung beginnt aus der Stille mit der rhythmischen Stimme. Dabei sprechen die Teilnehmer eines TaKeTiNa-Rhythmuskreises bestimmte Rhythmus-Silben („Rhythmus-Mantras“ wie „Ga Ma La“, „Ta Ke Ti Na“, „Mu San Ga La“ u. a.). Vom Sprechen dieser Silben ausgehend, entwickele sich Rhythmus so, dass er auf verschiedenen Ebenen mit dem Körper realisiert wird. Dadurch solle der Rhythmus nicht nur vom Kopf her verstanden werden, sondern soll in das Körperbewusstsein Eingang erlangen.

### Schritte
Ausgehend vom Sprechen des Rhythmus-Mantras werden auf bestimmte Silben Schritte gesetzt. Damit kann sich eine erste rhythmische Ebene im Körper realisieren.

### Klatschen
Ist das Setzen der Schritte im Körper verankert, kommt eine weitere rhythmische Ebene hinzu. Diese wird realisiert durch – ebenfalls von der rhythmischen Stimme ausgehendes – Klatschen. Hierbei werden wiederum bestimmte Silben des Rhythmus-Mantras mit Klatschen unterstrichen. Dabei kontrastiert der Klatschrhythmus den Schritt-Rhythmus (Polyrhythmik).

### Call & Response-Singen
Ist auch das Klatschen in der Gruppe verankert, wird das Sprechen des Rhythmus-Mantras abgelöst durch wechselseitiges Singen. Der Übungsleiter singt verschiedene bestimmte Pattern („Call“), während einer rhythmischen Einheit, die Gruppe antwortet in der darauf folgenden Einheit.

### Gleichzeitigkeit
Im Übungsablauf realisieren sich verschiedene rhythmische Ebenen gleichzeitig (Schritte – Klatschen – Call & Response). Durch diese Gleichzeitigkeit ist eine willentliche, vom Denken ausgehende Kontrolle jeder dieser einzelnen Ebenen unmöglich. Um dennoch nicht aus dem Rhythmus zu fallen, ist es notwendig, die verschiedenen Rhythmen (und damit die verschiedenen Körperbewegungen) im Körperbewusstsein zu verankern, damit sie zu autonomen Bewegungen werden können („wie von selbst gehen“). Die Verankerung einer rhythmischen Ebene im Körperbewusstsein wird erleichtert durch die nächste, darüberliegende Ebene: das Wachbewusstsein ist mit dem Verinnerlichen der nächsten Ebene beschäftigt und kann sich nicht mehr um die darunterliegende Ebene „kümmern“. Dies formt und erweitert die Fähigkeiten des Körperbewusstseins.
Durch die rhythmische Gleichzeitigkeit kann sich die Wahrnehmung erweitern: der Fokus richtet sich zum Beispiel zunächst abwechselnd auf die Bewegungen der Füße und Hände und verschmelze im Verlauf schließlich zu einer bi- oder multifokalen Einheit. Die Gleichzeitigkeit von „eigentlich“ widersprüchlichen Empfindungen wird auf diese Weise möglich: Denken und Fühlen, Intention und Hingabe, Tun und Geschehenlassen.

### Individuelles Lernen im Kollektiv
In einer TaKeTiNa-Rhythmus-Reise geschieht Rhythmus durch die Gruppe, die Teilnehmer der Reise machen Schritte, sie klatschen und sie singen. Dabei kommen rhythmische Informationen in den Raum: optisch, akustisch. Diese Informationen steht allen anderen Teilnehmern der Gruppe zur Verfügung, daran können sie sich orientieren, wenn sie aus dem Rhythmus herausgefallen sein sollten. Gleichzeitig ist die Gruppe ein gemeinsames Erlebnisfeld für jeden einzelnen Teilnehmer. Indem sich ein gemeinsamer Rhythmus realisiert, wird die Gruppe zum Kollektiv.

### Lernen im eigenen Zeitmaß
In TaKeTiNa kann jeder Teilnehmer an dem Punkt, an dem er gerade steht, individuell und im eigenen Zeitmaß lernen. Dadurch, dass das Aufrechterhalten des Rhythmus nicht von einem einzelnen Gruppenmitglied abhängig ist, könne jeder zu jeder Zeit so viel oder wenig vom Rhythmus nehmen, wie er mag.

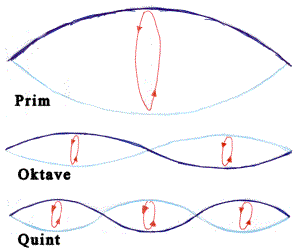
Das Seil „kennt“ den Rhythmus

### Rhythmus-Archetypen, rhythmischer Magnetismus
TaKeTiNa geht davon aus, dass es „rhythmisches Urwissen“ der Menschheit gibt. Diese Rhythmus-Archetypen sind rhythmische Muster und bestimmte polyrhythmische Verbindungen, die nicht nur allen Kulturen gemein sind, sondern sich zum Teil sogar physikalisch nachweisen lassen. Ein Beispiel ist: Ein Spring-Seil wird mit einer bestimmten Frequenz gedreht, der entstehende Bogen spannt sich von der einen Seite bis zur anderen. Wird die Drehfrequenz erhöht, kommt es ab einer bestimmten Frequenz zu einer kurzen Chaosphase, und anschließend bildet sich in der Mitte des Seils ein Knotenpunkt: Das Seil teilt sich quasi in zwei Hälften. Wird die Frequenz abermals gesteigert, geschieht das gleiche noch einmal, nur dass sich das Seil dann in drei Teile teilt. Diese Knotenpunkte sind vergleichbar mit dem Flageolettton auf der Gitarre und den Streichinstrumenten. Interessant ist hier die Frage, woher das Seil „weiß“, wo es sich zu teilen hat. Erklärt wird dies in TaKeTiNa mit rhythmischem Magnetismus: Es gebe bestimmte rhythmische Punkte, die anziehend wirken – auf ein Seil ebenso wie auf das rhythmische Empfinden des Menschen. Das Phänomen ist jedoch nicht vollständig physikalisch erklärbar, wissenschaftliche Belege für einen „rhythmischen Magnetismus“ gibt es nicht.

### Lernen in abwechselnden Phasen von Chaos und Ordnung
Ein (ausschließlich) vom Willen und vom Denken gesteuerter Aufbau einer polyrhythmischen TaKeTiNa Reise ist nicht möglich. Während des Aufbaues der Rhythmus-Reise kommt es immer wieder zu Phasen, in denen einzelne Teilnehmer unweigerlich „aus dem Rhythmus fallen“. Diese Chaos-Phasen haben zentrale Bedeutung für das Lernen, wie es in TaKeTiNa passiert und sind daher gewollt. Durch das Herausfallen sind die Teilnehmer gehalten, wieder Anschluss an den Rhythmus zu finden. Dabei können sie erfahren, wie das wieder Hineinfinden sich am ehesten realisieren lässt, sie können experimentieren – je häufiger sie herausfallen, desto mehr können sie erfahren. Ebenso können sie hier erfahren, dass sie am besten wieder in den Rhythmus hineinfinden, wenn sie sich in der Balance zwischen Intention („ich will wieder mitmachen“) und Hingabe („sich dem rhythmischen Fluss hingeben“, „Es“ geschehen lassen) befindet: Dann ist ein „Sich-Einfangen-Lassen“ vom rhythmischen Magnetismus am ehesten möglich. Ist zu viel Wollen im Spiel, wird das Wieder-Hineinfinden schwer bis unmöglich.

### Spiegel der eigenen Verhaltensmuster – Transformation von Verhaltensmustern
Fällt ein Teilnehmer der Übung aus dem Rhythmus, so können „innere Stimmen“ auftauchen, die das Herausfallen kommentieren. Diese Kommentare können wohlwollend sein („na das war wohl zu viel“), oftmals sind sie aber abwertend, drücken Unzufriedenheit aus, bewerten das Herausfallen als „Versagen“. Diese „innere Stimmen“ werden in TaKeTiNa als 1:1 Abbild derjenigen inneren Stimmen gesehen, die im täglichen Leben unser Tun kommentieren. Im TaKeTiNa-Prozess werden die Teilnehmer eingeladen, das Herausfallen als festen Bestandteil des (Lern-)Prozesses zu sehen und es als solchen willkommen zu heißen, TaKeTiNa möchte die Teilnehmer neugierig machen auf das, was passiert, wenn wir aus dem Rhythmus fallen. Dazu gehört auch, diese „innere Stimmen“ als solche wahrzunehmen – und auch wahrzunehmen, dass sie kommentieren. Jeder kann dann entscheiden, ob er dieser Stimme folgen möchte oder nicht. Im TaKeTiNa-Prozess bestehe damit die Möglichkeit, erlernte Verhaltensmuster zu entdecken, sie anzuschauen und zu entscheiden, ob man sie beibehalten möchte oder nicht. Wolle man es nicht, könne das Verhalten während des TaKeTiNa-Prozesses (quasi „experimentell“, denn der TaKeTiNa Prozess ist ja ein zeitlich begrenzter Raum) verändert werden. Habe eine solche Veränderung während des TaKeTiNa-Prozesses stattgefunden, könne das neue Verhaltensrepertoire auch in das tägliche Leben wirken.

## Verwendete Instrumente
Auf der Surdo wird der Grundpuls und damit der Puls für die Schritte gespielt. Sein Klang ist weich, aber durchdringend und präsent.
Der Kursleiter begleitet sich während des Call&Response-Singens auf dem Berimbau. Dessen klarer Klang stellt den Grundton des Gesanges dar und kann rhythmisch sehr vielfältig sein.
Das Caxixi hat einen sehr prägnanten Klang, der sich gut durchsetzt.
Das Grelot (eine Schelle) wird gespielt, indem man einen Metallring über den Daumen steckt und mit ihm gegen das Grelot schlägt, das dabei auf dem Mittelfinger steckt. Der Klang ist hell und durchdringend. Gemeinsam mit dem Caxixi kann man mit dem Grelot zwei Rhythmen gleichzeitig machen: den einen mit der rechten Hand, den anderen mit der linken.

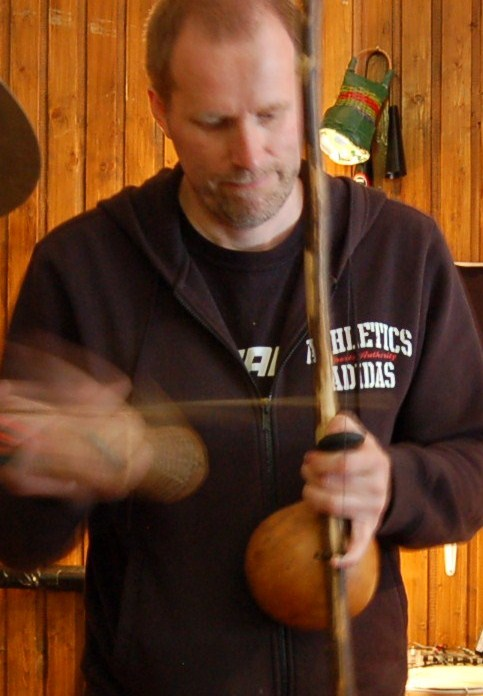
Berimbau
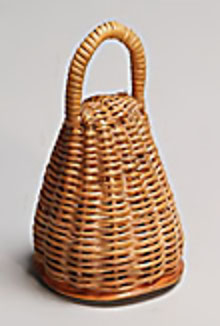
Caxixi
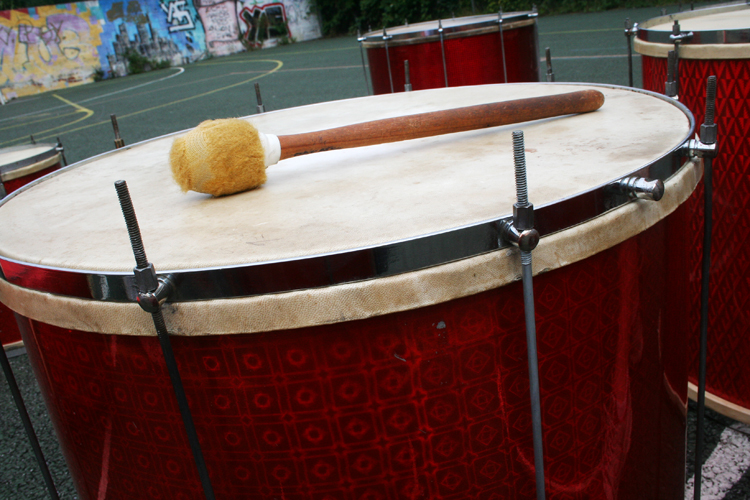
Surdo